# Castle Rock (Washington)
Castle Rock is een plaats (city) in de Amerikaanse staat Washington, en valt bestuurlijk gezien onder Cowlitz County.

## Demografie
Bij de volkstelling in 2000 werd het aantal inwoners vastgesteld op 2130.
In 2006 is het aantal inwoners door het United States Census Bureau geschat op 2144, een stijging van 14 (0,7%).

## Geografie
Volgens het United States Census Bureau beslaat de plaats een oppervlakte van
3,5 km², geheel bestaande uit land. Castle Rock ligt op ongeveer 30 m boven zeeniveau.

## Plaatsen in de nabije omgeving
De onderstaande figuur toont nabijgelegen plaatsen in een straal van 16 km rond Castle Rock.